# Julius Brill
Julius Brill (* 28. August 1816 in Breslau; † 19. Oktober 1882 in Brooklyn) war Daguerreotypist und Mitglied der preußischen Nationalversammlung. 1850 emigrierte er in die Vereinigten Staaten, wo er als Fotograf tätig war.

## Leben
Julius Brill hatte sich längere Zeit in London und Paris aufgehalten, als er sich im Alter von 27 Jahren im April 1843 als Daguerreotypist in Breslau niederließ. Ein Jahr später teilte er als „Jules Brill“ seinen Kunden per Anzeige in französischer Sprache mit, dass er 300 Platten aus Paris erhalten habe. Brill hatte sich im Sommer 1844 in Salzbrunn aufgehalten. Mutmaßlich hat er weitere Orte in der Umgebung von Breslau bereist, um Daguerreotypien aufzunehmen. Im Oktober 1844 verlegte er sein Atelier an den Ring 42, Ecke Schmiedebrücke. Im Laufe des Jahres 1846 gab Brill sein Atelier auf, um sich mit Adolph Siegmund zusammenzutun. Er war Stempel- und Steinschneider von Beruf.
Ab Beginn des Jahres 1847 reisten Brill und Siegmund im Deutschen Reich und zeigten ihr „Welttableaux; optische Darstellungen aus dem Gebiete der Natur und Kunst“ vor Publikum. Hierbei wurden mithilfe eines Gasmikroskops kleinere Gegenstände wie Querschnitte von „Hölzern und Moosen, Insekten“ und Abbildungen vergrößert an eine (Lein-)Wand projiziert. Dazu wurden klärende Erläuterungen gegeben. Astronomische Darstellungen gehörten ebenso zum ihrem „Welttableaux“ wie Nebel- oder „Wandelbilder“. Die vermutlich erste Vorstellung fand am 18. Januar 1847 in Breslau statt. Zwei Monate später waren Brill und Siegmund in Berlin. Julius Brill zeigte Ende Mai 1847 mit Ortsangabe Dresden die Geburt eines Sohnes an. Im November 1847 gaben Brill und Siegmund Vorstellungen in Leipzig.
Zu Beginn der Märzrevolution engagierte sich Brill führend im Breslauer Arbeiterverein und im demokratischen Verein. Am 26. März 1848 war er einer der Redner auf der großen Volksversammlung in Berlin. Er kritisierte dabei die Vornehmen und Reichen. „Für den Arbeiter thaten sie Nichts, für den Arbeiter, der ihnen doch Alles, von ihrem Unterhalte bis auf ihren Luxus schaffte. [...] Der Arbeiter aber ist die Grundlage der Gesellschaft, und weil diese jetzt geändert ist, muss die ganze Gesellschaft [...] umgestaltet werden.“ Im Mai 1848 wurden Nees von Esenbeck, Julius Stein und Julius Brill als Abgeordnete von Breslau in die Preußische Nationalversammlung gewählt. In diesem Zusammenhang wurde Brill wiederholt als „Buchdrucker“ und/oder „Schriftsetzer“ tituliert, weshalb er „als erster Arbeiter in einem deutschen Parlament“ gilt, ohne Belege anzuführen. Brill gehörte der Linken an. Er nahm sowohl am ersten Arbeiterkongress in Berlin wie auch am zweiten Demokratenkongress teil. Auf einer Arbeiterversammlung in Berlin stellte er politische Forderungen auf. Dazu zählte die Forderung nach Lohnerhöhungen durch gütliche Übereinkunft mit den Arbeitgebern, Kürzung der Arbeitszeit zu Gunsten von öffentlich bezahlter Volksbildung, eine sparsame Regierung, allgemeines Wahlrecht und die Bildung eines Arbeitsministeriums.
Mitte Juli 1849 zeigten Brill und Siegmund wieder Vorführungen ihres „Welttableaux“ in Berlin in der Kroll'schen Oper an. Ende Juli musste Brill Berlin verlassen. Anfang September 1849 gaben sie Vorstellungen in zwei Abteilungen im Königsstädtischen Theater in Berlin. Im Februar und März 1850 gaben sie Vorstellungen in Hamburg und Altona. Ende Oktober stieg Brill mit der Familie in Zingg's Hotel in Hamburg ab. In der Folgezeit verließ Brill das Deutsche Reich und wanderte in die USA aus.
Er ließ sich als Fotograf in New York nieder. Von ihm sind verschiedene Fotografien bekannter amerikanischer Persönlichkeiten, wie etwa Carl Schurz oder Fitz Hugh Ludlow, erhalten. In New York engagierte er sich in der dortigen Deutschen Gesellschaft.